# Rodrigo Herrmann
Rodrigo Herrmann (Rodrigo João Reinaldo Herrmann), iniciou seus estudos musicais aos 6 anos, dedicando-se inicialmente ao violino. Aos 8 anos já demonstrava uma incrível facilidade ao piano, improvisando melodias e harmonia de própria inspiração, sem nunca ter tido noção de piano ou obras para piano.

## Obra
Tendo aproximadamente 150 obras escritas, algumas das mais conhecidas são: É Maravilha (para coro de vozes iguais), Minueto Inesquecível e Prelúdio da Aurora (para piano). A música É Maravilha foi gravada em cd pelo coral curitibano Collegium Cantorum.
Teve um disco gravado interpretando a Cantiga de Nossa Senhora de Hekel Tavarel e Panis Angelicus de Cesar Franck, editado pelo Studio RGE (Rádio Gravações Especializadas), RGE Ltda, São Paulo, 1951.
Em 2012, o Coro feminino Collegium Cantorum, de Curitiba, se apresentou no en:World Choir Games – uma olimpíada coral realizada em Cincinnati, nos EUA, com uma de suas músicas, “Laudate Dominum”.

## Biografia
Aos 11 anos deixa o violino definitivamente para dedicar-se ao piano e harmônio. Possuidor de esplêndida voz de soprano, tornou-se o primeiro cantor do Seminário de Oblatos de São Bento, em Sorocaba, causando sensação pela maneira acentuadamente artística com que cantava. Já exercia largamente, naquela época, a arte do acompanhamento, sendo, durante toda a sua vida artística, considerado um dos elementos mais capazes e indispensáveis neste setor, sobretudo porque tinha o dom raro de aliar todos os outros setores da técnica musical.
Em 1930, transferida a Escola Claustral dos beneditinos para o Rio de Janeiro, continuou lá seus estudos, dedicando enorme parcela à música, sob a direção de autores de renome.
Iniciou os estudos do órgão. Logo a seguir teve sua primeira orientação em composição musical com o renomado musicólogo D. Basílio
Ebel O.S.B., doutorado na Europa em Música e pesquisador de antiquíssimos documentos da musicologia, sobretudo na Grécia, e um dos
maiores conhecedores da matéria, transferindo-se mais tarde para a Alemanha, no Mosteiro de Maria ad Lacum. Enorme influência teve D.
Basílio na futura carreira artística de Rodrigo Herrmann, tendo servido de verdadeira linha-mestra na sua formação musical.
De 1934 a 1945 continuou seus estudos sob a direção de Maestro Emmrich Csammer, na Cidade de São Paulo, aperfeiçoando-se com esse grande pedagogo musical em Harmonia Moderna, Formas, Estilos, Canto Gregoriano, improvisação, Regência Coral e Orquestral, Instrumentação, quando seu nome já se impôs largamente em São Paulo, onde regeu os primeiros coros. Marcou data sua regência à frente do Coro dos Iugoslavos de São Paulo, no Pacaembu, em 1945, ante uma assistência de cerca de 8.000 espectadores, no Festival da Cruz Vermelha Internacional, pouco antes do término da última guerra.
Concluiu seus estudos de educação vocal em 1944, tendo sido considerado um dos mais entendidos em foniatria na época.
Transferindo-se para Curitiba, em 1947, fundou a então Schola Cantorum Sancta Caecilia, da Catedral Metropolitana, que dirigiu até sua morte. Foi também assistente da Escola de Cantores Pio X da Catedral e da Associação Orfeônica de Curitiba, a primeira no gênero na Terra das Araucárias.
Em 1949 passou a exercer suas atividades em Passo Fundo, RS, estimulando lá também a formação de novos coros, mediante artigos e
críticas musicais bem esclarecidos que publicava em coluna jornalística própria, na imprensa local.
Em 1952 foi chamado novamente para Curitiba, assumindo o cargo de Mestre Capela da Catedral Metropolitana, hoje Basílica, bem com sensor da Cúria Metropolitana em Música Sacra, cargo que ocupou até o falecimento. Foi ainda professor de Música no Seminário.
No mesmo ano foi contratado pela Arquidiocese de Curitiba para organizar e reger o gigantesco coro masculino composto de 8
seminários, num total de 204 cantores escolhidos especialmente no inesquecível Congresso Eucarístico Arquidiocesano, cuja repercussão
musical foi sem precedentes e trouxe benefícios reais à Música Sacra e à Música em geral, conforme se depreende dos arquivos existentes a respeito e da publicação oficial do congresso. Compositor emérito produziu uma bagagem considerável de obras de música, tendo escrito para coros sacros, não sacros, solos, piano, órgão e guitarra.
A nota marcante da sua criação artística residiu na extraordinária síntese e facilidade incrível de improvisar, ao piano e ao órgão,
parecendo não ter fim sua vertiginosa inspiração, sempre nova, fresca, grandiosa ou em contornos formais totalmente novos, com a diferença de ressaltar, em cada concerto sua pujante personalidade musical. Sua melodia e harmonia fluem abundante e original, sobre diferentes temas e diferentes estilos. Em qualquer experiência, das inúmeras efetuadas, por meio dos aparelhos gravadores da época (fitas espalhadas por uma sem conta de localidades), constata-se uma assombrosa perfeição artística, sem nunca poder atestar-se um erro de composição ou desinteresse temático, havendo sempre uma nova linha de inspiração.
São gravações das mais dignas de ser reproduzidas em papel para a posteridade.
Seu estilo de composição foi considerado totalmente novo na época – ressaltando-se de modo especial, o caráter da grandiosidade de cada fórmula rítmica, quase em cada nota. Em tudo a majestade!

## Experiência
Aos 12 anos iniciou o curso de órgão, com Plácido de Oliveira, D. Vicente Ribeiro e D.Basílio Ebels – este afamado musicólogo e abade de Maria Ad Lacum, na Alemanha. Estudou canto com os maestros Herbert Asher – da Ópera de Hamburgo, e Tito Bruno – da Itália; Harmonia, Contraponto, Fuga, Estilos, Formas, Orquestração, Instrumentação, Transcrição e Composição em Geral, com o Maestro Emmerich Csammer (um dos programas de Audição Musical dos alunos do Professor Maestro, havida em 24 de novembro de 1945, consigna a participação de Rodrigo Herrmann: (1) como Cordonize – canto, na Sinfonia Infantil para Orquestra de Jos. Hayen; e (2) executando um Rondo para Piano, como aluno de composição); Piano – em parte, com Antonieta Rudge – uma das máximas celebridades do piano do Brasil. Foi organista e maestro da Igreja Matriz de Água Branca e São Geraldo das Perdizes, Cidade de São Paulo (1940 a 1946);
da Igreja Matriz de Passo Fundo, RS (1950 e 1951), organista, compositor e mestre capela da Catedral Metropolitana de Curitiba
(hoje, Basílica-1948, 1949, 1952 até o seu falecimento em 1971). Foi responsável pelo projeto do órgão da Catedral Basílica de Curitiba (1955, executado pela firma J Edmundo Bohn de Novo Hamburgo, RS); da Igreja do Rosário, da Igreja de Santa Terezinha, da Capela do Seminário Menor Orleans, tendo sido responsável pelos respectivos concertos de inauguração.
Foram seus alunos de órgão ilustres artistas ligados à música paranaense como: compositor Henrique de Curitiba, D. Ático Rubini.
Teve grande influência na obra de José Penalva, de quem foi amigo pessoal. Manteve estreita troca de experiência organística com Ângelo Camin (organista do Teatro Municipal de São Paulo, Catedral da Sé e professor titular da Faculdade de Música Santa Marcelina, em São Paulo).
"O Maestro Rodrigo Herrmann, musicólogo emérito, foi também um dos nossos mais exigentes músicos; fino observador, a quem nada escapava, escreveu importantes artigos de imprensa sobre os mais variados concertos e assuntos de música, sempre expendendo conceitos dos mais interessantes e valiosos para todos e para o futuro. Foi um organizador no sentido pleno da palavra e, por isso, um dos
batalhadores incansáveis pela racionalização e metodização do ensino da música nos moldes do espírito beneditino, onde justamente bebeu as águas mais cristalinas da arte e técnica. Foi colaborador com vários artigos em jornais e na excelente Revista de Música Sacra de Petrópolis" (preservada a Revista de Música Sacra, periodicidade bimestral, editada em 1957 - ano 17, n°5, setembro-outubro, pela Editora Vozes Ltda, em Petrópolis, RJ).
Transcrição de parte do trecho de artigo sobre Rodrigo Herrmann, escrito pelo jornalista curitibano, Aramis Millarch, na sua coluna
Gente, publicada em 5 de junho de 1971, consigna “Rodrigo Herrmann...desde 1950 em Curitiba, organista e pianista, habilidoso compositor com mais de 500 peças é o homem que há duas décadas é o organista oficial da Catedral Metropolitana, função que considera como uma missão
espiritual e não apenas...”-segue uma extensa biografia do artista.
Sua morte precoce aos 55 anos deixou profunda comoção na classe artística. A Câmara dos Vereadores prestou-lhe homenagem pelos bons
serviços artísticos dedicados à Cidade de Curitiba, dando seu nome a rua nas imediações do recém criado bairro Jardim Schaeffer (conhecido por ruas com nomes de músicos) no CEP 82100-360: Rua Maestro Herrmann.